# Universitatea din Padova

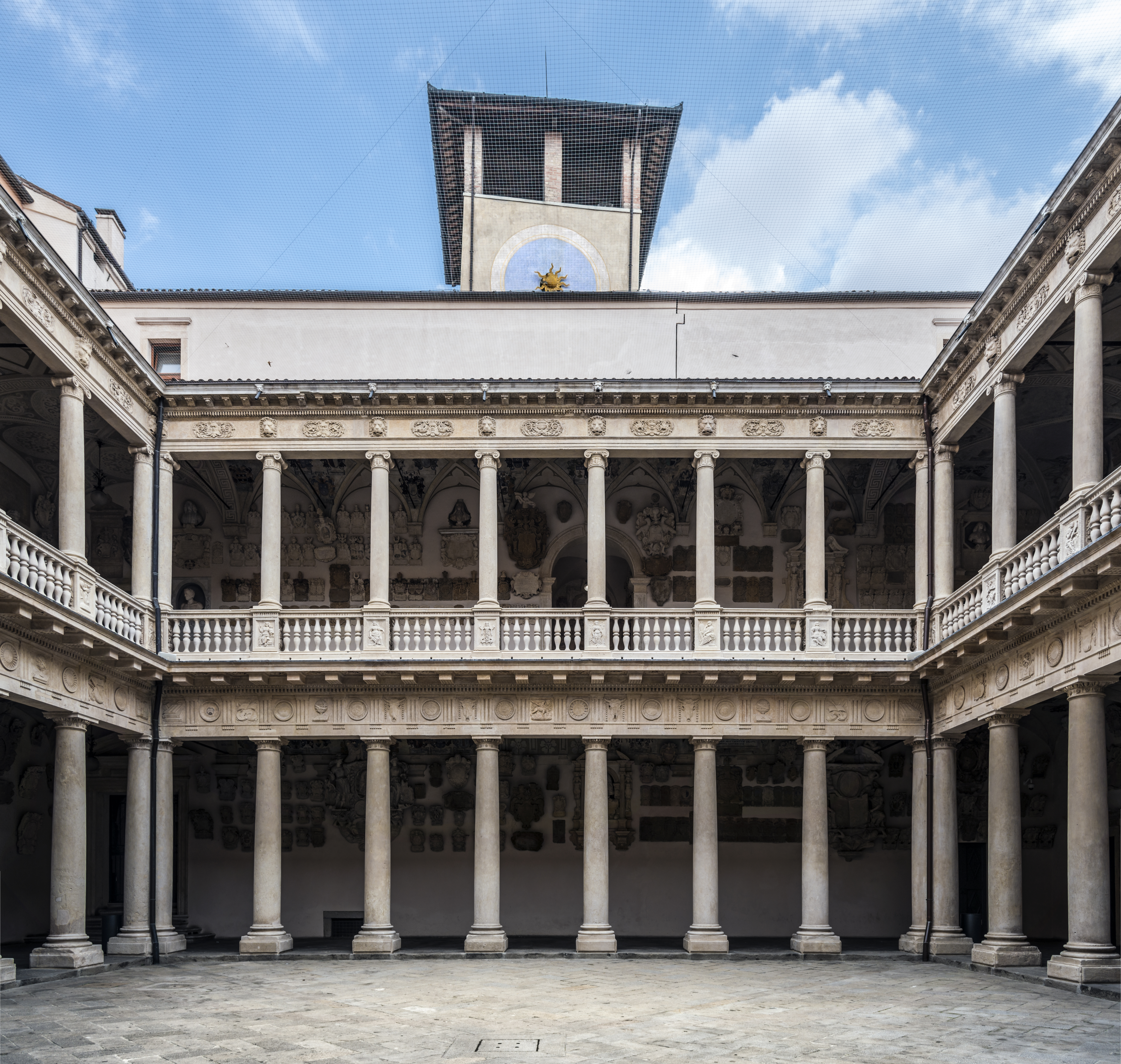
Palazzo del Bo, vechiul sediu al universității - curte interioară.

Universitatea din Padova (în italiană Università degli Studi di Padova, UNIPD) este una dintre cele mai vechi universități din lume, fiind înființată în anul 1222 la Padova, în Italia.
În prezent, Universitatea din Padova este una dintre universitățile de frunte din Italia și se situează pe prima poziție în clasamentele recente al universităților italiene. În 2016 această universitate avea peste 62.000 de studenți.

## Istoric
Universitatea din Padova, una dintre cele mai vechi din lume, a fost fondată la 29 septembrie 1222 de către profesori și studenți care părăsiseră Universitatea din Bologna, din cauza încălcării libertăților academice și a privilegiilor care le fuseseră garantate profesorilor și studenților lor. Universitatea din Padova a fost creată deci ca răspuns la o necesitate indusă de condiții sociale și culturale specifice, spre deosebire de majoritatea universităților vechi din Europa care datorau fondarea lor unui document emis de cancelaria papală.
La început, în universitate se studia numai teologia și dreptul. Programa de studiu s-a dezvoltat însă destul de rapid și spre sfârșitul secolului al XIV-lea universitatea s-a divizat în trei părți componente: Universitas Theologorum („Universitatea teologilor”), recunoscută oficial în 1373 de papa Urban al V-lea, Universitas Iuristarum („Universitatea juriștilor”), în care se învăța dreptul civil și cel canonic și Universitas Artistarum („Universitatea artelor”), în care se studia astronomia, gramatica, medicina, filosofia, dialectica și retorica. Studenții se organizau în grupuri cunoscute sub numele de „națiuni”, care reflectau originea lor geografică și etnică. La rândul lor, „națiunile” formau două mari grupări: Natio Citramontana (studenții din peninsula italică) și Natio Ultramontana (studenții veniți din țările situate dincolo de Alpi, străinii).
În secolele XV - XVIII, când Padova se afla sub dominația Republicii Venețiene, universitatea a devenit renumită în întreaga lume pentru studiile și cercetările ce se efectuau aici, în special în domeniile medicinei, astronomiei, filozofiei și dreptului. În această perioadă s-a adoptat deviza latină Universa universis patavina libertas („Libertatea universitară padovană pentru toată lumea”).
După unificarea Italiei, în ultimii ani ai secolului al XIX-lea și în prima jumătate a secolului XX, a avut loc un proces de descentralizare a Universității din Padova: au apărut noi campusuri pentru facultățile nou-înființate, s-a construit o nouă clădire pentru facultatea de arte și cea de filozofie, iar pe înălțimile din Asiago, în afara orașului, a fost ridicat observatorul de astrofizică al universității. Între anii 1938-1945 a fost restaurat Palazzo del Bo (palatul Bo), vechiul sediu medieval al universității.
În timpul celui de-al Doilea Război Mondial (1943), rectorul universității padovane, Concetto Marchesi, i-a îndemnat în mod public pe studenți la revoltă împotriva regimului lui Mussolini și la luptă împotriva fascismului; pentru a scăpa de represalii el a fost nevoit să se refugieze în Elveția. Pentru activitatea depusă de profesori și studenți în lupta împotriva regimului fascist, Universității din Padova i s-a atribuit ulterior Medaglia d'oro al valor militare, fiind singura universitate onorată în acest mod.

## Personalități

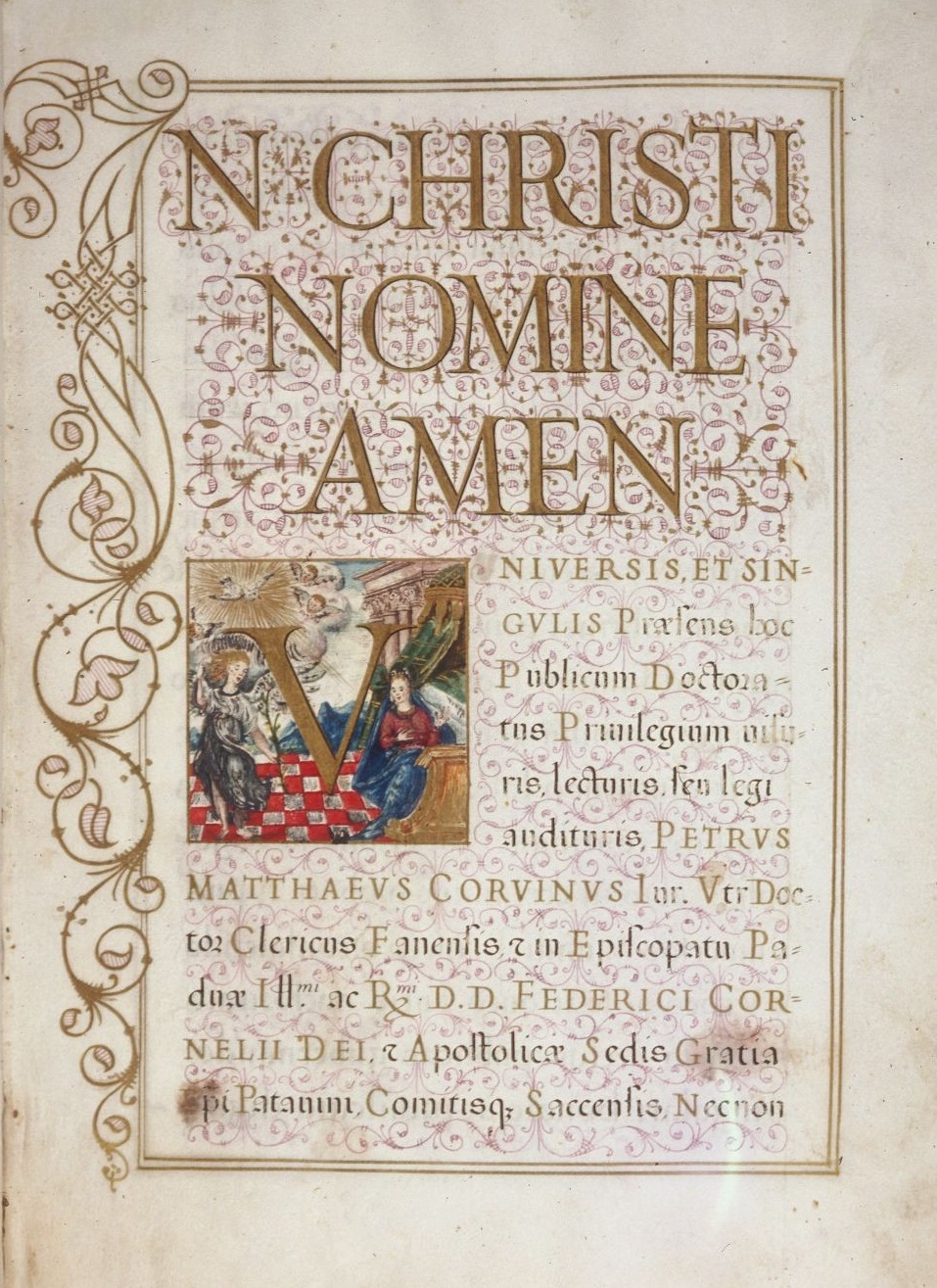
Diploma de doctorat acordată contelui Girolamo Martinengo din Brescia, 1582

În cursul lungii sale istorii, Universitatea din Padova a fost locul de întâlnire al unora dintre cele mai importante personalități europene, printre profesori și studenți numărându-se Nicolaus Copernic, Galileo Galilei, Gheorghe din Trebizonda, Leon Battista Alberti, Torquato Tasso, Pico della Mirandola, Girolamo Fabrizio, Andreas Vesalius, Girolamo Cardano, Francisc de Sales, Realdo Colombo, Gabriele Falloppio, Benedetto Castelli, Nicolaus Cusanus, Camillo Borghese (viitorul papă Paul al V-lea), Ștefan Báthory, Ugo Foscolo, Constantin Cantacuzino, William Harvey, James Gregory etc.
Universitatea din Padova a fost prima universitate din lume la care a absolvit cursurile o femeie, Elena Cornaro Piscopia, care a obținut aici un doctorat în filozofie, la 25 iunie 1678.

## În prezent

### Organizare
Cele 32 de departamente ale universității sunt grupate într-un număr de 8 Scuole di ateneo (similare facultăților). La începutul anului 2016 aceste Scuole („școli”) erau:
- Agraria e Medicina veterinaria (Agronomie și Medicină veterinară)
- Economia e Scienze politiche (Economie și Științe politice)
- Giurisprudenza (Drept)
- Ingegneria (Inginerie)
- Medicina e chirurgia (Medicină și chirurgie)
- Psicologia (Psihologie)
- Scienze (Științe exacte)
- Scienze umane, sociali e del patrimonio culturale (Științe umaniste, sociale și ale patrimoniului cultural)

### Performanță
Universitatea din Padova este și în prezent una dintre universitățile de frunte din Italia, situându-se pe prima poziție într-un clasament recent (2014) al universităților italiene. Și în anul 2015 s-a aflat printre primele cinci universități italiene, ca performanțe.

### Onoruri
La 2 noiembrie 1945 Universității din Padova i-a fost atribuită Medaglia d'oro al valor militare, cel mai înalt ordin militar italian.